# Untouchable
«Untouchable» es el primer sencillo póstumo de 2Pac de su álbum Pac's Life. Con la colaboración de Krayzie Bone del grupo Bone Thugs-N-Harmony y la producción de Swizz Beatz, fue el street single del álbum, mientras que el primer sencillo fue Pac's Life. La canción debutó en el #91 de la lista Hot R&B/Hip-Hop Singles & Tracks y en el #21 en la Hot R&B/Hip-Hop Singles el 2 de diciembre de 2006. El verso de 2Pac proviene de la canción "Killuminati" del álbum Still I Rise de 1999.

## Otras versiones
La versión del álbum, remezclada por Sha Money XL, es la última canción del disco e incluye las colaboraciones de Jamal "Gravy" Woolard, Yaki Kadafi y Hussein Fatal.
"Untouchable" fue lanzado por primera vez en el álbum de Lisa "Left Eye" Lopes Supernova, utilizando el instrumental de la versión originales con las voces de 2Pac tanto en la canción como en la versión freestyle. La inédita "Untouchable (Freestyle)" es una versión grabada después de las sesiones iniciales de la canción "Untouchable".
- Datos: Q2670869